# Pseudocotalpa giulianii
Pseudocotalpa giulianii är en skalbaggsart som beskrevs av Hardy 1974. Pseudocotalpa giulianii ingår i släktet Pseudocotalpa och familjen Rutelidae. IUCN kategoriserar arten globalt som sårbar. Inga underarter finns listade i Catalogue of Life.